# Lonchophylla chocoana
Lonchophylla chocoana — вид родини листконосові (Phyllostomidae), ссавець ряду лиликоподібні (Vespertilioniformes, seu Chiroptera).

## Середовище проживання
Цей вид відомий тільки з північно-західного Еквадору і південно-західної Колумбії. 